# Właściwość fizyczna

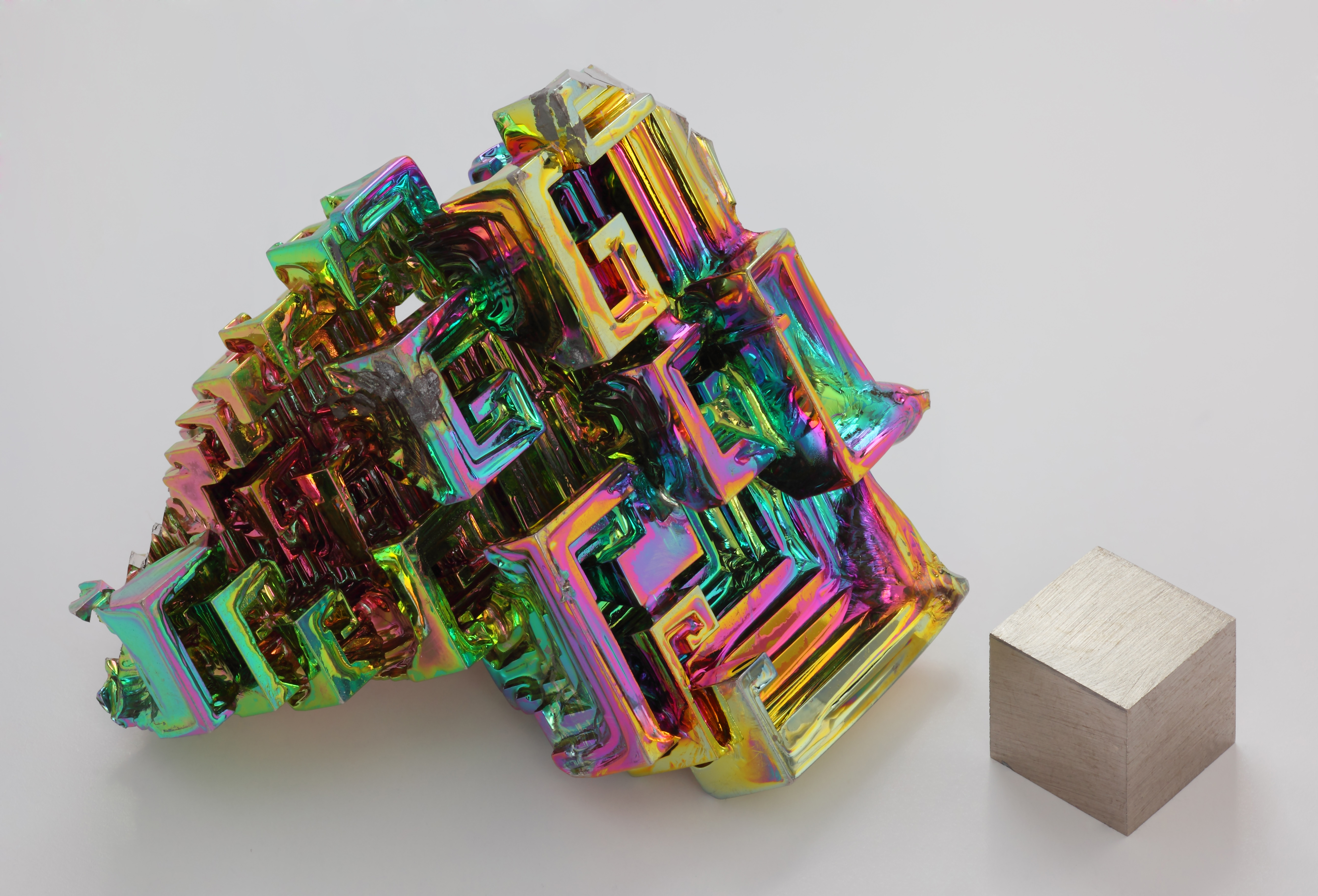
Syntetyczny kryształ bizmutu. Opalizacja powierzchni jest spowodowana obecnością cienkiej warstwy tlenku na powierzchni metalu. Obok sześcian (1 cm³) wykonany z bizmutu o czystości 99,99%. Wyraźnie widać różnicę w zakresie jednej z właściwości fizycznych, koloru

Właściwość fizyczna – cecha substancji, z wyłączeniem właściwości chemicznych, czyli ujawniających się w reakcjach chemicznych.
Przykładami właściwości fizycznych są:
- gęstość,
- temperatura topnienia,
- opór właściwy,
- lepkość,
- moduł sztywności,
- współczynnik załamania światła.

Powyższe przykłady dotyczą ściśle zdefiniowanych wielkości, których pomiary prowadzą do określonych wyników ilościowych, często przedstawianych w tablicach wielkości fizycznych lub na wykresach w zależności od parametrów takich jak temperatura, ciśnienie, skład mieszaniny.
Właściwości fizyczne mogą również dotyczyć cech niepodlegających szczegółowym pomiarom, a tylko jakościowo opisujących substancję w sposób ułatwiający jej identyfikację. Cechą taką jest np. kolor substancji.
W przypadku układów termodynamicznych o właściwościach fizycznych substancji można mówić jedynie w odniesieniu do wybranych parametrów intensywnych, a zatem takich, które nie zależą od wielkości układu. Właściwości ekstensywne (np. masa, objętość) nie są cechami charakterystycznymi substancji, lecz konkretnego ciała fizycznego.